# František Salvátor Rakousko-Toskánský
František Salvátor Rakousko-Toskánský (německy Erzherzog Franz Salvator Maria Joseph Ferdinand Karl Leopold Anton von Österreich-Toskana) (21. srpna 1866, Altmünster, Horní Rakousy – 20. dubna 1939, Vídeň) byl rakouský arcivévoda pocházející z toskánské větve habsbursko-lotrinského rodu. Od mládí sloužil v c. k. armádě, v roce 1911 dosáhl hodnosti generála jezdectva a jako velitel dobrovolnických sborů byl účastníkem první světové války. Jeho manželkou byla arcivévodkyně Marie Valerie, nejmladší dcera císaře Františka Josefa a císařovny Alžběty.

## Původ a vojenská kariéra

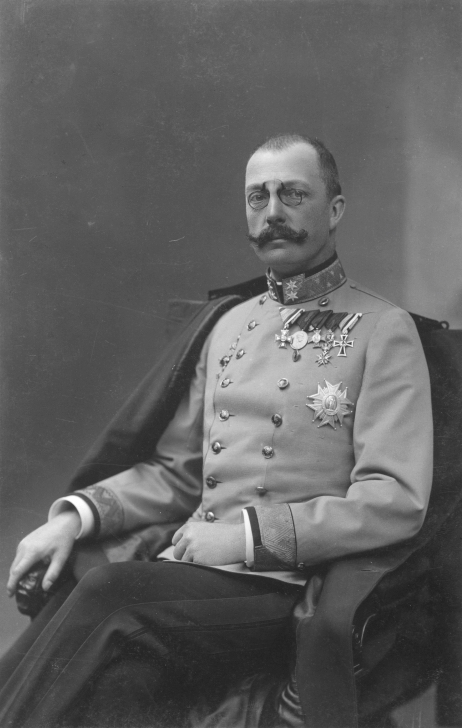
Arcivévoda František Salvator

Byl druhým synem Karla Salvátora a jeho ženy Marie Immaculaty, dcery krále Obojí Sicílie Ferdinanda II. Rodiče Františka Salvátora byli blízcí příbuzní, protože Karel Salvátor byl bratrancem své ženy.
Od dětství byl předurčen pro vojenskou dráhu, studoval na Technické vojenské akademii a Kadetní jezdecké škole ve Vídni. Do armády vstoupil v roce 1881 jako poručík u 6. hulánského pluku v Nových Zámcích, v roce 1886 byl jako nadporučík přeložen k 12. dragounskému pluku do Hodonína. V letech 1887–1889 si doplnil vzdělání na Válečné škole ve Vídni (K.u.k. Kriegsschule). V hodnosti rytmistra byl v roce 1889 přidělen k 7. dragounskému pluku ve Vídni, v roce 1891 byl přeložen k 15. dragounskému pluku ve Welsu, kde byl v roce 1893 povýšen na majora. Další službu vykonával v Linzi a v roce 1895 získal hodnost podplukovníka. V roce 1897 byl povýšen na plukovníka a v letech 1898–1902 byl velitelem 6. dragounského pluku v Ennsu.

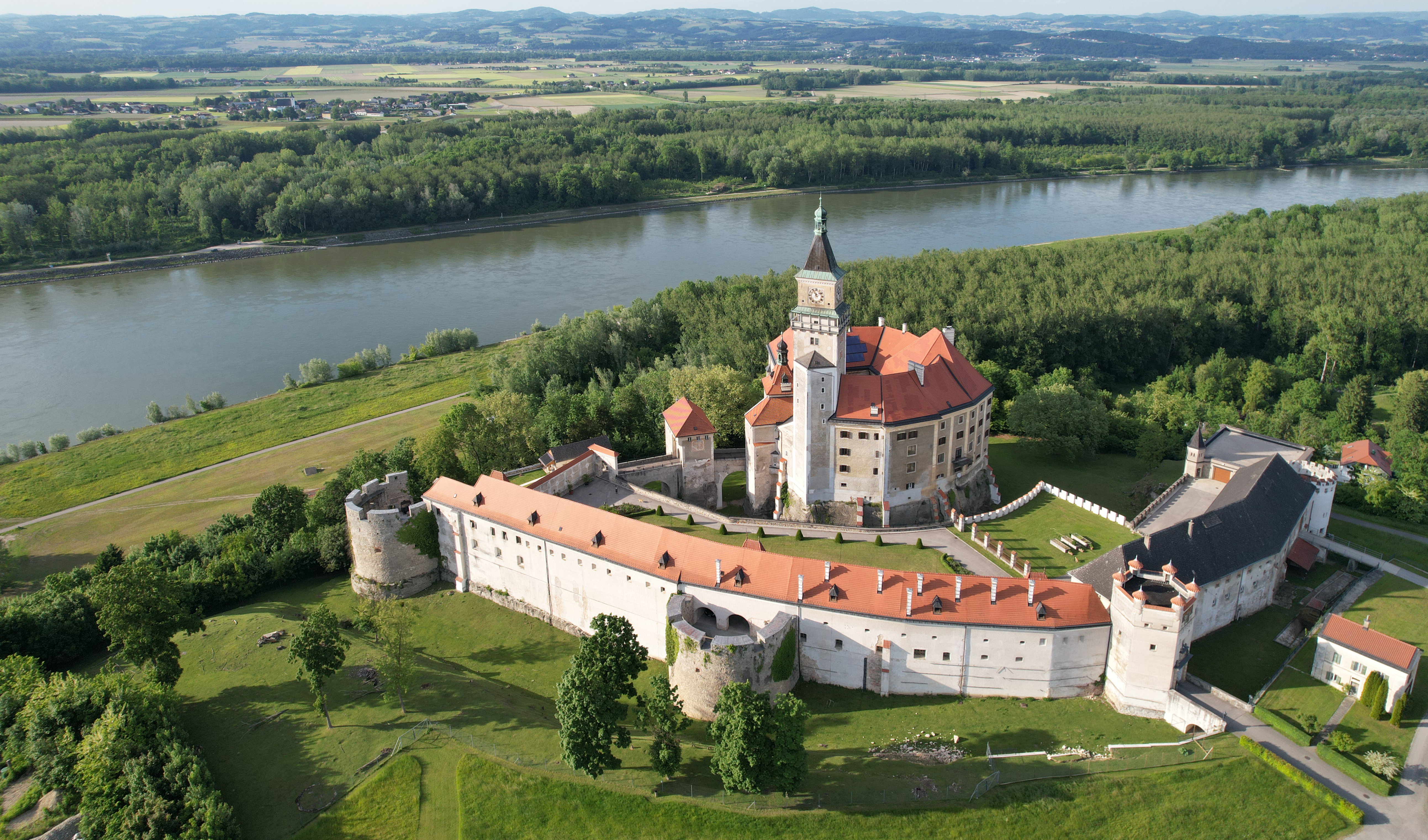
Zámek Wallsee, (Dolní Rakousko), sídlo Františka Salvatora od roku 1895

K datu 26. října 1902 byl povýšen do hodnosti generálmajora a stal se velitelem 10. jezdecké brigády ve Vídni, v roce 1905 byl ve stejné funkci přeložen k 17. jezdecké brigádě, taktéž ve Vídni. Dne 23. dubna 1907 získal hodnost polního podmaršála a převzal velení divize jezdectva ve Vídni (1907–1912). K datu 29. října 1911 byl povýšen do hodnosti generála jezdectva, ovšem bez dalšího služebního zařazení.
V období první světové války zastával funkci generálního inspektora dobrovolných zdravotníků a mimo jiné velel akci při záchraně zajatců v Rusku. Po zániku monarchie byl k datu 1. prosince 1918 penzionován. Spolu s manželkou se vzdal nároků na trůn, což bylo podmínkou, aby nadále mohl žít v Rakousku. Proslul zájmem o automobily a podporou firmy Porsche, byl jedním z prvních majitelů automobilu v Rakousku-Uhersku, který sám řídil. Byl amatérským fotografem a rád maloval. 
Spolu s manželkou koupil v roce 1895 velkostatek Wallsee v Dolním Rakousku. K velkostatku patřilo téměř 1000 hektarů půdy a roční výnos činil přes 22.000 korun. Zámek Wallsee se stal oblíbeným rodinným sídlem a narodily se zde čtyři děti manželského páru Františka Salvatora a Marie Valerie.
Zemřel 20. dubna 1939 ve Vídni ve věku 72 let a byl pohřben na hřbitově v Sindelburgu poblíž svého sídla ve Wallsee.

## Manželství

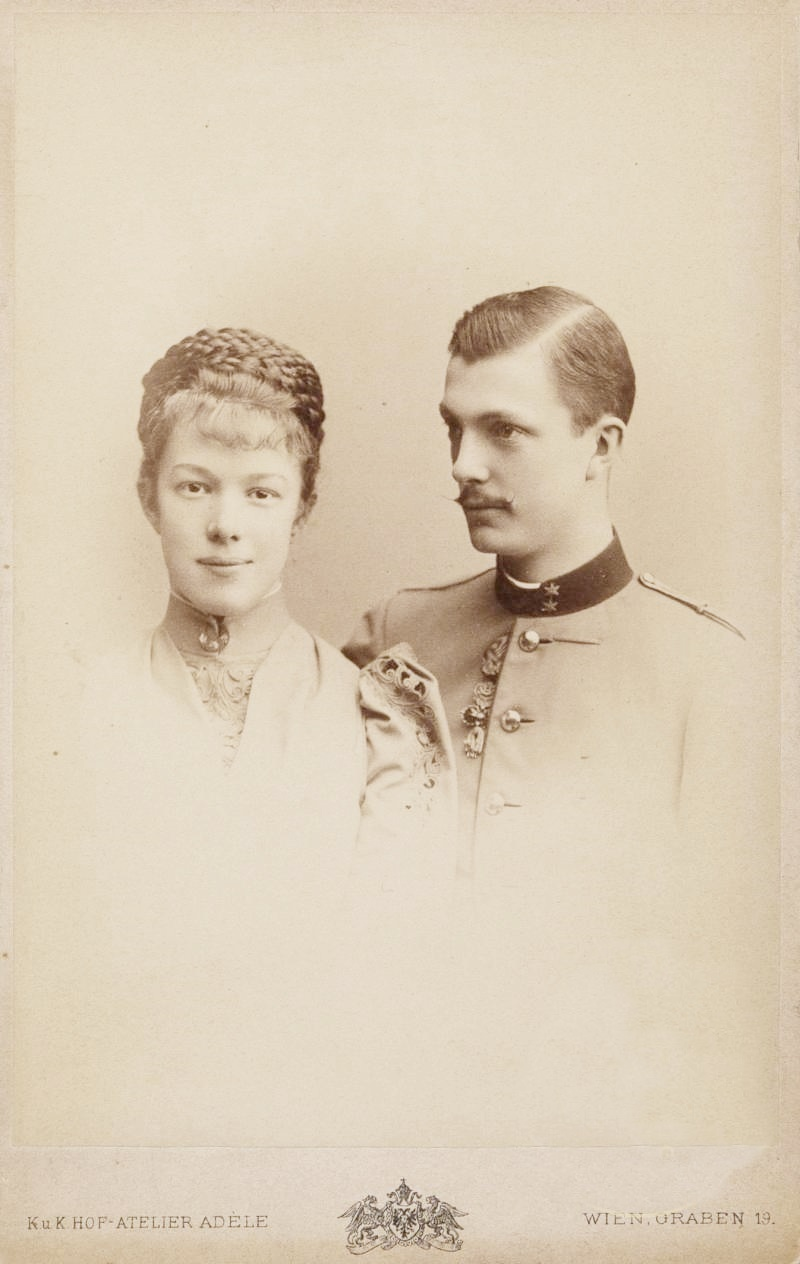
Svatební fotografie Františka Salvatora a Marie Valerie (1890)

Jeho manželkou byla arcivévodkyně Marie Valerie (1868–1924), nejmladší dcera císaře Františka Josefa. Poprvé se setkali na dvorním plese v roce 1886 a Marie Valerie se do pohledného Františka Salvatora zamilovala. Tuto volbu neschvaloval její otec císař František Josef, který měl v plánu provdat ji za některého z evropských panovníků, tento názor sdílel i korunní princ Rudolf. Marie Valerie byla však osobně vychována císařovnou Alžbětou a od ní měla příslib, že se bude moci provdat za kohokoliv bez ohledu na dynastické zájmy. František Josef nakonec ustoupil emotivním výstupům své manželky a svolil ke sňatku. František Salvator a Marie Valerie uzavřeli manželství v Bad Ischlu 31. července 1890.
Manželství, jež bylo zpočátku harmonické, se časem zhoršilo a František Salvátor se začínal ohlížet po jiných ženách. Měl mimo jiné poměr s princeznou Stefanií z Hohenlohe (1891–1972), též známou jako pozdější „Hitlerova špiónka“ a s ní měl nemanželského syna, kterého uznal za života Valerie.
V roce 1934 se podruhé oženil s baronkou Melanií von Risenfels (1898–1984), dcerou Philipa von Risenfels, majitele velkostatků v Rakousku.

### Potomci
- Alžběta Františka (27. ledna 1892 – 29. ledna 1930), ⚭ 1912 hrabě Georg Waldburg-Zeil (1878–1955)
- František Karel Salvátor (17. února 1893 – 10. prosince 1918), rakouský arcivévoda, neoženil se a neměl potomky
- Hubert Salvátor (30. dubna 1894 – 24. března 1971), rakouský arcivévoda a princ toskánský, ⚭ 1926 Rosemary Salm-Salm (13. dubna 1904 – 3. května 2001)
- Hedvika (24. září 1896 – 1. listopadu 1970), rakouská arcivévodkyně, ⚭ 1918 hrabě Bernhard Stolberg ze Stolbergu (1881–1952)[14]
- Theodor Salvator (9. říjen 1899 – 8. duben 1978), rakouský arcivévoda, ⚭ 1926 hraběnka Maria Theresia Waldburg-Zeil (1901–1967)
- Gertruda (19. listopadu 1900 – 20. prosince 1962), rakouská arcivévodkyně, ⚭ 1931 hrabě Georg Waldburg-Zeil (vdovec po její sestře Alžbětě Františce)
- Marie (19. listopadu 1901 – 29. prosince 1936), rakouská arcivévodkyně
- Klement Salvátor (6. října 1904 – 20. srpna 1974), rakouský arcivévoda, ⚭ 1930 hraběnka Alžběta Rességuier de Miremont (1906–2000)
- Matylda (9. srpna 1906 – 18. října 1991), rakouská arcivévodkyně, ⚭ 1947 Ernest Hefel (1888–1974)[15]
- Agnes (*/† 26. června 1911 Bad Ischl)

Z poměru se Stephanií Julienne Richter (1891–1972) se narodil nemanželský syn Franz Josef Hohenlohe. 

## Tituly a ocenění
Jako habsburský arcivévoda měl od narození nárok na oslovení Jeho císařská a královská Výsost (Seine Kaiserliche und Königliche Hoheit). Po dosažení plnoletosti se automaticky stal nositelem nejvyššího rakouského vyznamenání, Řádu zlatého rouna. Řadu dalších ocenění získal během své služby v armádě, ve vyšším počtu vyznamenání od zahraničních panovníků se zřetelně odráží období po roce 1890, kdy se stal zetěm císaře Františka Josefa. Poslední ocenění získal za první světové války. V roce 1895 získal čestný doktorát na univerzitě v Innsbrucku. Byl viceprotektorem Společnosti Mezinárodního červeného kříže v Rakousku a Uhrách. Od roku 1898 byl čestným majitelem 15. husarského pluku dislokovaného v Gyöngyösi s odvodním okrskem v Košicích.

### Rakousko-Uhersko
- Řád zlatého rouna (1884)
- Jubilejní pamětní medaile (1898)
- Vojenský záslužný kříž III. třídy (1903)
- Bronzová vojenská záslužná medaile (1908)
- Vojenský jubilejní kříž (1908)
- Stříbrná vojenská záslužná medaile (1912)
- velkokříž Královského uherského řádu svatého Štěpána (1912)
- Vyznamenání za zásluhy o Červený kříž s válečnou dekorací (1915)
- Stříbrná vojenská záslužná medaile s válečnou dekorací (1916)

### Zahraničí
- velkokříž Řádu svatého Josefa (Toskánsko, 1886)
- velkokříž Řádu Leopolda (Belgie, 1889)
- velkokříž Rytířského řádu San Marina (San Marino, 1890)
- velkokříž Řádu sv. Huberta (Bavorsko, 1891)
- velkokříž Řádu bílého orla (Srbsko, 1891)
- velkokříž Řádu routové koruny (Sasko, 1893)
- rytíř Řádu černé orlice (Německo, 1893)
- velkokříž Řádu württemberské koruny (Württembersko, 1893)
- velkokříž Vévodského sasko-ernestinského domácího řádu (Sasko-Kobursko, 1894)
- velkokříž Řádu rumunské hvězdy (Rumunsko, 1895)
- velkokříž Královského řádu Viktoriina (Spojené království, 1903)
- Domácí řád vendické koruny (Meklenbursko, 1904)
- velkokříž Královského hohenzollernského domácího řádu (Německo, 1909)
- velkokříž Maltézského řádu (Řád maltézských rytířů, 1915)
- Železný kříž II. třídy (Německo, 1915)
- Medaile Řádu Imtiaz (Osmanská říše, 1916)
- Válečný záslužný kříž (Sasko, 1918)
- Železný kříž I. třídy (Německo, 1918)

## Vývod z předků
|                    |                                    |  |                                 |                                     |  |  |  |  |  |  |  | Leopold II. |
|                    |                                    |  |                                 |                                     |  |  |  |  |  |  |  |             |
|                    | Ferdinand III. Toskánský           |  |                                 |                                     |  |  |  |  |  |  |  |             |
|                    |                                    |  |                                 |                                     |  |  |  |  |  |  |  |             |
|                    |                                    |  |                                 | Marie Ludovika Španělská            |  |  |  |  |  |  |  |             |
|                    |                                    |  |                                 |                                     |  |  |  |  |  |  |  |             |
|                    | Leopold II. Toskánský              |  |                                 |                                     |  |  |  |  |  |  |  |             |
|                    |                                    |  |                                 |                                     |  |  |  |  |  |  |  |             |
|                    |                                    |  |                                 | Ferdinand I. Neapolsko-Sicilský     |  |  |  |  |  |  |  |             |
|                    |                                    |  |                                 |                                     |  |  |  |  |  |  |  |             |
|                    | Luisa Marie Neapolsko-Sicilská     |  |                                 |                                     |  |  |  |  |  |  |  |             |
|                    |                                    |  |                                 |                                     |  |  |  |  |  |  |  |             |
|                    |                                    |  |                                 | Marie Karolína Habsbursko-Lotrinská |  |  |  |  |  |  |  |             |
|                    |                                    |  |                                 |                                     |  |  |  |  |  |  |  |             |
|                    | Karel Salvátor Rakousko-Toskánský  |  |                                 |                                     |  |  |  |  |  |  |  |             |
|                    |                                    |  |                                 |                                     |  |  |  |  |  |  |  |             |
|                    |                                    |  |                                 | Ferdinand I. Neapolsko-Sicilský     |  |  |  |  |  |  |  |             |
|                    |                                    |  |                                 |                                     |  |  |  |  |  |  |  |             |
|                    | František I. Neapolsko-Sicilský    |  |                                 |                                     |  |  |  |  |  |  |  |             |
|                    |                                    |  |                                 |                                     |  |  |  |  |  |  |  |             |
|                    |                                    |  |                                 | Marie Karolína Habsbursko-Lotrinská |  |  |  |  |  |  |  |             |
|                    |                                    |  |                                 |                                     |  |  |  |  |  |  |  |             |
|                    | Marie Antonie Neapolsko-Sicilská   |  |                                 |                                     |  |  |  |  |  |  |  |             |
|                    |                                    |  |                                 |                                     |  |  |  |  |  |  |  |             |
|                    |                                    |  |                                 | Karel IV. Španělský                 |  |  |  |  |  |  |  |             |
|                    |                                    |  |                                 |                                     |  |  |  |  |  |  |  |             |
|                    | Marie Isabela Španělská            |  |                                 |                                     |  |  |  |  |  |  |  |             |
|                    |                                    |  |                                 |                                     |  |  |  |  |  |  |  |             |
|                    |                                    |  |                                 | Marie Luisa Parmská                 |  |  |  |  |  |  |  |             |
|                    |                                    |  |                                 |                                     |  |  |  |  |  |  |  |             |
| František Salvátor |                                    |  |                                 |                                     |  |  |  |  |  |  |  |             |
|                    |                                    |  |                                 |                                     |  |  |  |  |  |  |  |             |
|                    |                                    |  | Ferdinand I. Neapolsko-Sicilský |                                     |  |  |  |  |  |  |  |             |
|                    |                                    |  |                                 |                                     |  |  |  |  |  |  |  |             |
|                    | František I. Neapolsko-Sicilský    |  |                                 |                                     |  |  |  |  |  |  |  |             |
|                    |                                    |  |                                 |                                     |  |  |  |  |  |  |  |             |
|                    |                                    |  |                                 | Marie Karolína Habsbursko-Lotrinská |  |  |  |  |  |  |  |             |
|                    |                                    |  |                                 |                                     |  |  |  |  |  |  |  |             |
|                    | Ferdinand II. Neapolsko-Sicilský   |  |                                 |                                     |  |  |  |  |  |  |  |             |
|                    |                                    |  |                                 |                                     |  |  |  |  |  |  |  |             |
|                    |                                    |  |                                 | Karel IV. Španělský                 |  |  |  |  |  |  |  |             |
|                    |                                    |  |                                 |                                     |  |  |  |  |  |  |  |             |
|                    | Marie Isabela Španělská            |  |                                 |                                     |  |  |  |  |  |  |  |             |
|                    |                                    |  |                                 |                                     |  |  |  |  |  |  |  |             |
|                    |                                    |  |                                 | Marie Luisa Parmská                 |  |  |  |  |  |  |  |             |
|                    |                                    |  |                                 |                                     |  |  |  |  |  |  |  |             |
|                    | Marie Imakuláta Neapolsko-Sicilská |  |                                 |                                     |  |  |  |  |  |  |  |             |
|                    |                                    |  |                                 |                                     |  |  |  |  |  |  |  |             |
|                    |                                    |  |                                 | Leopold II.                         |  |  |  |  |  |  |  |             |
|                    |                                    |  |                                 |                                     |  |  |  |  |  |  |  |             |
|                    | Karel Ludvík Rakousko-Těšínský     |  |                                 |                                     |  |  |  |  |  |  |  |             |
|                    |                                    |  |                                 |                                     |  |  |  |  |  |  |  |             |
|                    |                                    |  |                                 | Marie Ludovika Španělská            |  |  |  |  |  |  |  |             |
|                    |                                    |  |                                 |                                     |  |  |  |  |  |  |  |             |
|                    | Marie Terezie Izabela Rakouská     |  |                                 |                                     |  |  |  |  |  |  |  |             |
|                    |                                    |  |                                 |                                     |  |  |  |  |  |  |  |             |
|                    |                                    |  |                                 | Fridrich Vilém Nasavsko-Weilburský  |  |  |  |  |  |  |  |             |
|                    |                                    |  |                                 |                                     |  |  |  |  |  |  |  |             |
|                    | Jindřiška Nasavsko-Weilburská      |  |                                 |                                     |  |  |  |  |  |  |  |             |
|                    |                                    |  |                                 |                                     |  |  |  |  |  |  |  |             |
|                    |                                    |  |                                 | Luisa Isabela z Kirchbergu          |  |  |  |  |  |  |  |             |
|                    |                                    |  |                                 |                                     |  |  |  |  |  |  |  |             |